# Палка-копалка
Па́лка-копа́лка — одно из первых орудий (инструментов), которое использовал человек, предназначена для разрыхления почвы, копания. Изготавливалась из камня или дерева, имела заостренный конец. Сохранилась у некоторых племён, обитающих в экваториальном или тропическом поясе. Палки-копалки возрастом свыше 170 тыс. лет, изготовленные из самшита неандертальцами, были найдены при раскопках в Италии.

## Галерея
- сельское хозяйство бушменов
- женщины племени яруро[англ.] за работой
- айнская селянка возделывает землю
- копка арахиса афроамериканцами в США
- современные сельскохозяйственные работы в южном Судане